# Enetea apatellata
Enetea apatellata là một loài nhện trong họ Pholcidae. Loài này được phát hiện ở Bolivia.